# Hardlight (canción)
"Hardlight" es una canción de la banda australiana de indie rock Spacey Jane, lanzada el 18 de mayo de 2022 como el quinto sencillo de su segundo álbum de estudio, Here Comes Everybody. Estrenado en BBC Radio 1, alcanzó el puesto 68 en la lista ARIA Singles y el número 37 en la lista NZ Hot Singles. La canción fue considerada una de las favoritas para encabezar los Hottest 100 de 2022 de Triple J, en el que ocupó el tercer lugar en las encuestas. "Hardlight" ganó en la categoría "Mejor Sencillo" de los Premios Rolling Stone en Australia de 2023. En 2024, la canción recibió la certificación de oro de la Asociación Australiana de la Industria Discográfica por vender 35.000 unidades.

## Antecedentes y lanzamiento
El 10 de febrero de 2022, la banda anunció en el programa de desayuno Bryce & Ebony de Triple J que su próximo álbum de estudio se titularía Here Comes Everybody. El mismo día del anuncio, lanzaron su tercer sencillo, "Sitting Up". El 8 de abril, se lanzó "It's Been a Long Day" como el cuarto, y "Hardlight" siguió el 19 de mayo de 2022. La canción se estrenó en BBC Radio 1 con Jack Saunders, y la banda compartió detalles de una próxima gira por Australia en el mismo día. También se lanzó un vídeo musical, dirigido por Nick Mckk, en el que se ve a la banda actuando en un barco navegando por el río Yarra.

## Composición
Tras el lanzamiento, el líder Caleb Harper afirmó: "Escribí esta canción sobre cómo sentía que mi vida era un poco como una de esas pesadillas en las que estás en la escuela sin pantalones, excepto que usé la metáfora de estar en el set y olvidarme". todas tus líneas".

## Recepción
Caleb Triscari de NME escribió que "Hardlight" es "un elemento destacado del álbum", comparando su sonido con el de The War on Drugs y que contiene "reverberación y guitarra en capas para ilustrar el dolor persistente y sin sentido de la depresión". Deb Pelser de Backseat Mafia escribió que la pista presenta "el tintineante indie rock característico de la banda con un coro irresistible y la voz lastimera de Harper completando perfectamente la pista".
En enero de 2023, la canción tiene más de cuatro millones de reproducciones en Spotify. Alex Callan, de la publicación musical Forte, afirmó que "los rockeros de garaje de Fremantle están en una posición bastante buena para llevarse el venerado título" de encabezar los Hottest 100 de Triple J de 2022.

## Otras versiones
El 17 de agosto de 2022, la banda lanzó un sencillo de dos pistas exclusivo de Spotify, que contenía una versión de "The Only Exception" de Paramore y una regrabación acústica de "Hardlight". Tras su publicación, Harper declaró que "fue genial volver a la canción y jugar con ideas que no lograron que el álbum fuera cortado y abordarla con oídos nuevos". Mientras estaba de gira en el Forum Theatre de Melbourne, la banda grabó además un conjunto de interpretaciones acústicas adicionales de canciones de Here Comes Everybody, incluida una interpretación de "Hardlight" lanzada en noviembre de 2022. En febrero de 2023, se emitió una versión de lujo de Here Comes Everybody, que incluye una grabación en vivo de "Hardlight" realizada en el RAC Arena en agosto de 2022.